# Chavarriella conflua
Chavarriella conflua är en fjärilsart som beskrevs av W. Warren 1904. Chavarriella conflua ingår i släktet Chavarriella och familjen mätare. Inga underarter finns listade i Catalogue of Life.